# Film bhutanesi proposti per l'Oscar al miglior film straniero
Il Bhutan è uno dei paesi ad aver proposto almeno un film per la candidatura al premio Oscar al miglior film in lingua straniera. 
Dopo una prima proposta per la settantaduesima edizione del premio nel 2000, il Bhutan ha sottoposto un secondo film per l'edizione 2021 del Premi Oscar.

## Film proposti
| Anno | Film                                                | Regista             | Risultato     |
| ---- | --------------------------------------------------- | ------------------- | ------------- |
| 2000 | La coppa (ཕོར་པ།, Phörpa)                            | Khyentse Norbu      | Non candidato |
| 2021 | Lunana - Il villaggio alla fine del mondo (ལུང་ནག་ན) | Pawo Choyning Dorji | Squalificato  |
| 2022 | Lunana - Il villaggio alla fine del mondo (ལུང་ནག་ན) | Pawo Choyning Dorji | Candidato     |
| 2024 | C'era una volta in Bhutan ('The Monk and the Gun)   | Pawo Choyning Dorji | Shortlist     |